# Α-シヌクレイン
α-シヌクレイン (あるふぁ-しぬくれいん) はSNCA 遺伝子によってエンコードされるアミノ酸140残基からなるタンパク質。
このタンパクの断片が、アルツハイマー病に蓄積するアミロイド中の (主な構成成分であるアミロイドベータとは別の) 成分として発見され、もとのタンパク質がNACP (Non-Abeta component precursor 非アミロイド成分の前駆体) と命名された。後にこれがシビレエイ属のシヌクレインタンパクと相同であることがわかり、ヒトα-シヌクレインと呼ばれるようになった。
α-シヌクレインの蓄積は、パーキンソン病をはじめとする神経変性疾患 (いわゆるシヌクレイノパチー) の原因とされている。

## 組織発現
α-シヌクレインは主として神経組織内にみられる機能不明のタンパク質であり、細胞質中のタンパク質の約1%にのぼる。α-シヌクレインは主に大脳新皮質、海馬、黒質、視床および小脳に発現する。主として神経細胞内に存在するが、グリア細胞内でも見られる。メラニン細胞では、SNCA遺伝子の発現を小眼球症関連転写因子 (microphthalmia-associated transcription factor, MITF) が調節している可能性がある。
α-シヌクレインが哺乳類の神経細胞体の核周辺にも広く存在していることがわかっており、このタンパク質が核内で何らかの役割を果たしている可能性が考えられる。しかしむしろシナプス前終末で圧倒的に多くみられ、脂質二重膜に結合しあるいは細胞質中に遊離して存在するが、膜結合型のものは約15%程度にすぎない。
α-シヌクレインは神経細胞のミトコンドリア内部に局在することが明らかになってきた。嗅球、海馬、線条体、黒質、視床では細胞質・ミトコンドリア内部にともに高濃度のα-シヌクレインが存在するが、一方大脳皮質と小脳では細胞質には豊富に存在するもののミトコンドリア内部には少ない、あるいはほとんど存在しない。ミトコンドリア内部のα-シヌクレインが、内膜上に局在していること、そして濃度依存的にミトコンドリア呼吸鎖の複合体Iに対して阻害的に作用することもわかっている。これらのことから、もともとミトコンドリア内部でのα-シヌクレイン発現のしかたは脳内の部位によって異なり、この発現の程度が、ミトコンドリア機能に影響し、また神経変性を起こしやすくなる潜在的因子である可能性がある。
SNCA遺伝子の選択的スプライシングによって、少なくとも3種のアイソフォーム (アミノ酸残基の配列は多少異なるが、働きそのものは変わらないタンパク質en) が産生される。よく研究されている主要なものは140アミノ酸残基からなるアイソフォームで、遺伝子すべてが翻訳される。その他エクソン3が欠けたα-シヌクレイン126 (41-54残基がない) や、エクソン5を欠いたα-シヌクレイン112 (103-130残基がない) などがある。

## 機能
学習に伴うシナプス再構築の際に、α-シヌクレインのシナプス前終末における数が特異的に上方制御 (ある刺激によって遺伝子発現が加速し、タンパク質産生が増加する調節) される。α-シヌクレインはチューブリンと相互作用し、(タウタンパクのように) 微小管結合タンパクとなりうる活性を持つことが示されている。
SNAREタンパク質複合体 (神経伝達物質放出において、シナプス小胞と細胞膜の融合にかかわる物質) の形成に際して、α-シヌクレインが分子シャペロンとして働いている可能性が示唆されている。特に、N末端ドメインで細胞膜のリン脂質と、C末端ドメインでシナプトブレビン-2 (SNAREタンパクの一種) と同時に結合するが、これはシナプス活性化の際には特に重要である。α-シヌクレインが神経細胞のゴルジ装置や小胞輸送の機能にかかわっている、という証拠は増えつつある。

### 脂質膜との相互作用
α-シヌクレインと膜の相互関係や、膜の合成と再生へのかかわりについても証拠が蓄積されつつある。酵母ゲノムスクリーニングで、脂質代謝にかかわる酵素の中にα-シヌクレインの毒性を増強するものがあることもわかった。逆にα-シヌクレインの発現レベルは、脂質二重層内にある脂肪酸の、粘度と相対的な量に影響している。
α-シヌクレインは脂質膜の負に帯電した表面に直接結合し、単層小胞に結合した状態では伸展したαヘリックス構造をとる。また小さな小胞に結合する傾向があり、脂質膜に結合することによって二重膜構造を変化させ、小さな小胞を形成させるという複雑な効果を及ぼす。すなわち負の電荷をもつ小胞の膜を折り曲げて、大きな小胞から細い環を形成する。膜における抗酸化活性を持つ可能性も指摘されている。

パーキンソン病患者の黒質領域の光学顕微鏡写真。レビー小体、レビー神経突起を異なる倍率で示す

## アミノ酸配列
α-シヌクレインの一次構造は、通常次の3つのドメインから構成される
- 第1-60残基：両親媒性のN末端領域で、共通配列 KTKEGV (リシン-スレオニン-リシン-グルタミン酸-グリシン-バリン) を含む11残基の不完全な7回繰り返しが中心である。この配列はアポリポタンパク質の脂質結合領域に相同で、αヘリックス構造をとりやすい[33]。
- 61-95残基：この中間部は疎水性領域で、非アミロイド成分 (non-amyloid component NAC) と呼ばれるタンパク凝集する部分である[5]。
- 96-140残基：酸性度が高くプロリンを豊富に含む領域で、特定の構造をとらない。ある種のキナーゼによるチロシン125とセリン129のリン酸化が、α-シヌクレインの機能調節に関与している[34][35][36]。

## 自己タンパク質分解活性
インビトロでα-シヌクレインをインキュベートする (恒温に保つ) と、自己分解して低分子量の様々な断片を生成することがわかる (高速液体クロマトグラフィー、高分解能イオン移動度質量分析器を用いた検出による)。もとの14.46kDa (キロダルトン) のタンパクから多数の断片が生じることが分かっており、例えばC末端やN末端が切断されてできる12.16kDaの断片 (14-133アミノ酸残基) 、10.44kDaの断片 (40-140アミノ酸残基) およびC末端の断片である7.27kDa (72-140) がある)。7.27kDaの断片はNAC領域の大部分を含んでおり、未分解のα-シヌクレインに比べてずっと速く凝集する。これらの分解産物が生体内 (インビボ) でも、α-シヌクレイン凝集に対して仲介・補助的に働いている可能性がある。

## 臨床的重要性

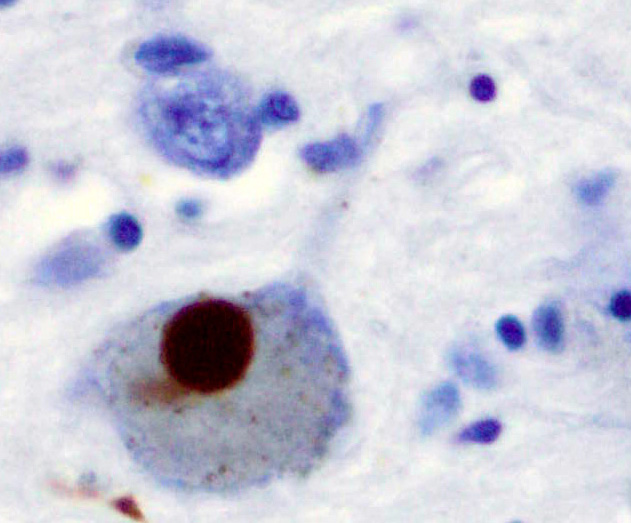
パーキンソン病患者の病理標本。レビー小体のα-シヌクレイン陽性染色

α-シヌクレインは長らく可溶性の天然変性タンパク質であると考えられてきたが、変異のない場合は安定な折りたたまれた4量体を形成し、凝集抵抗性を持つと思われる知見が得られている。にもかかわらず、パーキンソン病・レビー小体型認知症・多系統萎縮症のような疾患では、レビー小体に代表される不溶性の原線維を形成するため、これらの疾患はシヌクレイノパチーと呼ばれる。α-シヌクレインはレビー小体中のフィラメントとして代表的な構造体だが、レビー小体中にタウタンパク質が存在したり、また同一封入体中にα-シヌクレインとタウタンパク質のフィラメントがそれぞれ集合して存在していることもある。病的なα-シヌクレインはまた、孤発性および家族性アルツハイマー病のどちらの場合にもみられる。
α-シヌクレインの凝集メカニズムについては、かなり不明な点が多いが、凝集の前駆体としてまずβ構造に富む中間構造物を形成し、その後レビー小体になるという証拠も存在する。天然変性、αヘリックス、βシートに富む構造のそれぞれが混在し、平衡状態にあることを示唆する1分子レベルの研究もある。凝集を促進することがわかっている条件 -A30P (30番目のアミノ酸がアラニンからプロリンに変化する) 点変異やイオン強度の上昇といった緩衝液の変化- の下では、平衡状態が移動してβ構造の量が著しく増加することから、β構造が病的な凝集に関与していることが考えられる。α-シヌクレイン凝集が関与する疾患に対する治療戦略は様々考えられるが、凝集の阻害物質を使用する方法は重要である。例えばクミンアルデヒドは、低分子ながらα-シヌクレインの原線維化を阻害することが示されている。エプスタイン・バール・ウイルスもこれらの病態に関与している。
家族性パーキンソン病の中に、α-シヌクレインをコードする遺伝子が変異している稀なタイプが存在する。A53T (53番目のアラニンがスレオニンに)、A30P (30番目のアラニンがプロリンに)、E46K (46番目のグルタミン酸がリシンに) の3つの点変異がこれまでに同定されているほか、遺伝子重複 (二重複、三重複) も家族性パーキンソン病の原因となることがわかっている (こちらの方が点変異よりも数は多い)。このように、α-シヌクレインの変異によってアミロイド類似の原線維形成が起こり、パーキンソン病の原因となることがある。
以前までの抗ユビキチン抗体に代わって、抗α-シヌクレイン抗体 (リン酸化α-シヌクレイン特異抗体) がレビー小体免疫染色のゴールドスタンダードとして用いられるようになっている。
α-シヌクレインの断片の中には、タウオパチー (タウタンパク質が原因となる疾患群) に関与しているものがある。

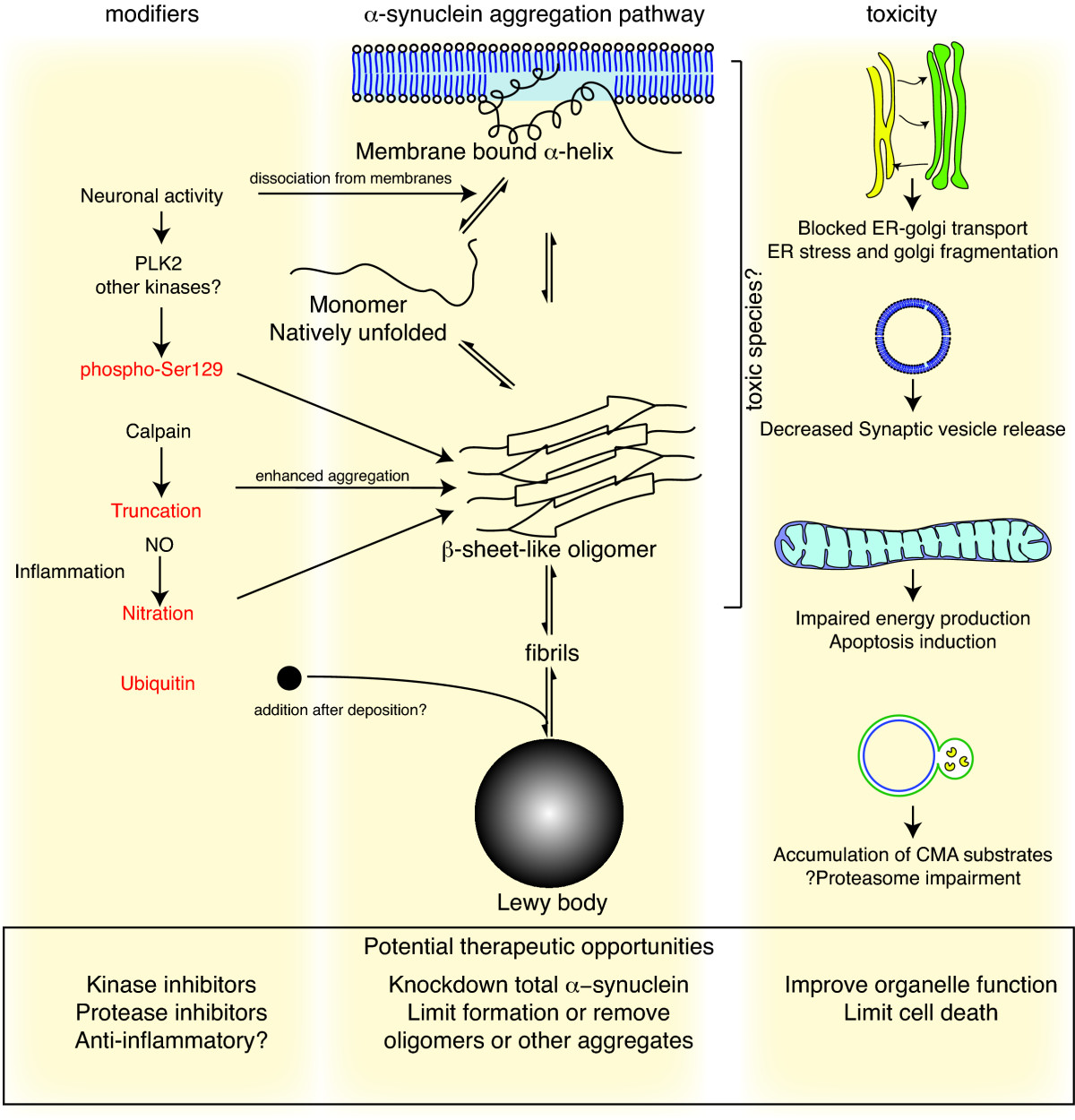
α-シヌクレイン毒性の機序 ：中央の図はタンパク質凝集の主要経路を表している。α-シヌクレインの単量体は可溶性の天然変性形態だが、膜に結合してαヘリックス様の形態になることもできる。細胞内ではこの2形態が平衡状態にあると考えられるが、証明はされていない。折りたたみの解けた単量体はまずβシート様の相互作用によって安定するオリゴマーとなり、さらに高分子量の不溶性原線維となることが、試験管内では明らかになっている。また細胞内の環境では脂質の存在によってオリゴマー形成が促進され、α-シヌクレインも環状の細孔 (ポア) のような構造となって膜と作用することがわかっている。神経内部でα-シヌクレインが沈着しレビー小体のように病的な構造となるのは、おそらく末期の現象である。
左図は、以上の経路における既知の修飾である。神経内部の電気的活性はα-シヌクレインと小胞との結合状態を変化させ、またPLK2 (polo-like kinase, 細胞周期の調節に関係するセリン-スレオニンキナーゼの一種) を刺激してセリン129をリン酸化する。これ以外のプロテインキナーゼの関与を主張する説もある。リン酸化以外には、カルパインによる切断や、おそらくNO (一酸化窒素) をはじめ炎症反応中に存在する活性窒素種（Reactive nitrogen species）なども凝集性を高めるような修飾を行う。レビー小体のユビキチン化 (小さな黒丸で図示) も、おそらくは沈着の2次的過程である。
右図は、α-シヌクレインによる毒性の細胞内標的の仮説である。上から順に、小胞体-ゴルジ装置輸送 (輸送が阻害され、小胞体ストレスとゴルジ装置の断片化が起きる)、シナプス小胞 (神経伝達物質の放出が減少)、ミトコンドリア(エネルギー産生が傷害され、アポトーシスを誘導する)、およびリソソームとその他のタンパク分解機構 (シャペロン介在性オートファジーの基質蓄積、プロテアソーム傷害)。いずれの場合も、括弧内に示すような有害な影響を及ぼすと考えられている。ただしいずれの場合も、神経毒性に関して必要十分に説明し得るかは、はっきりしていない。

## タンパク質間相互作用
α-シヌクレインは、以下の分子と相互に作用する。
- ドーパミン輸送体[55][56]
- パーキン[57][58]：家族性パーキンソン病の原因となるリガーゼの一種
- ホスホリパーゼD1[59]
- シンフィリン-1 (SNCAIP)[60][61][62][63]
- タウタンパク質[64][65]
- アミロイドベータタンパク質[66]